# Circuit Paul Ricard
Circuit Paul Ricard eller Circuit du Castellet är en racerbana i Le Castellet i Frankrike.
Här kördes Frankrikes Grand Prix i formel 1 mellan 1971 och 1990. 
Numera används banan till olika tester av F1-bilar. Banan blev dock 2018 åter hem för Frankrikes formel 1-lopp.

## F1-vinnare
| Säsong | Förare          | Tillverkare     |
| ------ | --------------- | --------------- |
| 2022   | Max Verstappen  | Red Bull Racing |
| 2021   | Max Verstappen  | Red Bull Racing |
| 2019   | Lewis Hamilton  | Mercedes        |
| 2018   | Lewis Hamilton  | Mercedes        |
| 1990   | Alain Prost     | Ferrari         |
| 1989   | Alain Prost     | McLaren-Honda   |
| 1988   | Alain Prost     | McLaren-Honda   |
| 1987   | Nigel Mansell   | Williams-Honda  |
| 1986   | Nigel Mansell   | Williams-Honda  |
| 1985   | Nelson Piquet   | Brabham-BMW     |
| 1983   | Alain Prost     | Renault         |
| 1982   | René Arnoux     | Renault         |
| 1980   | Alan Jones      | Williams-Ford   |
| 1978   | Mario Andretti  | Lotus-Ford      |
| 1976   | James Hunt      | McLaren-Ford    |
| 1975   | Niki Lauda      | Ferrari         |
| 1973   | Ronnie Peterson | Lotus-Ford      |
| 1971   | Jackie Stewart  | Tyrrell-Ford    |